# 1992年夏季残疾人奥林匹克运动会希腊代表团
1992年夏季残疾人奥林匹克运动会希腊代表团是希腊派出的1992年夏季残疾人奥林匹克运动会代表团。获得2枚银牌和1枚铜牌。